# Benvenuto Cellini
Benvenuto Cellini (Florencia, 3 de noviembre de 1500-Florencia, 13 de febrero de 1571) fue un escultor, orfebre y escritor italiano. Se convirtió en uno de los orfebres más importantes del Renacimiento italiano y realizó monedas labradas, joyas, floreros y adornos exquisitos. Su autobiografía es un valioso testimonio de la época, aunque ciertas partes de la misma han sido tachadas de fantasiosas.

## Vida y obra
Su padre, Giovanni Cellini fue músico y se casó con María Lisabetta Granacci, siendo Benvenuto su tercer hijo. No se le daba bien la música, pero sí el dibujo y la orfebrería, y a los quince años entró como aprendiz del orfebre Antonio Di Sandro, apodado Marcone. Un año después tuvo que exilarse a Siena a consecuencia de su apasionado temperamento que le hacía verse involucrado continuamente en duelos y peleas, ya que llegó a matar a un hombre. 
En Roma (1519) fue discípulo de Miguel Ángel durante corto tiempo y residió allí casi sin interrupción hasta 1540. Trabajó para las principales familias de la aristocracia romana y Clemente VII le nombró maestro de la Ceca en 1529. Participó en las fuerzas de defensa durante el Saqueo de Roma (1527) perpetrado por las tropas del emperador Carlos V y, según cuenta en su Vida, mató con un arcabuz al mismísimo Condestable de Borbón. Posteriormente vivió en Florencia y Mantua, si bien regresó a Roma y se acogió a la protección del papa Clemente VII. 

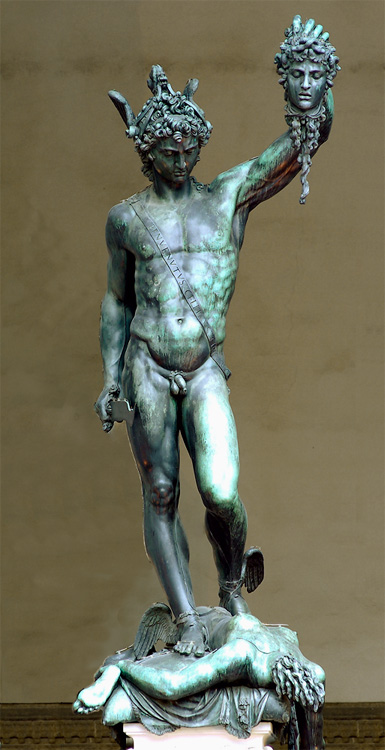
Perseo con la cabeza de Medusa (1545-1554).

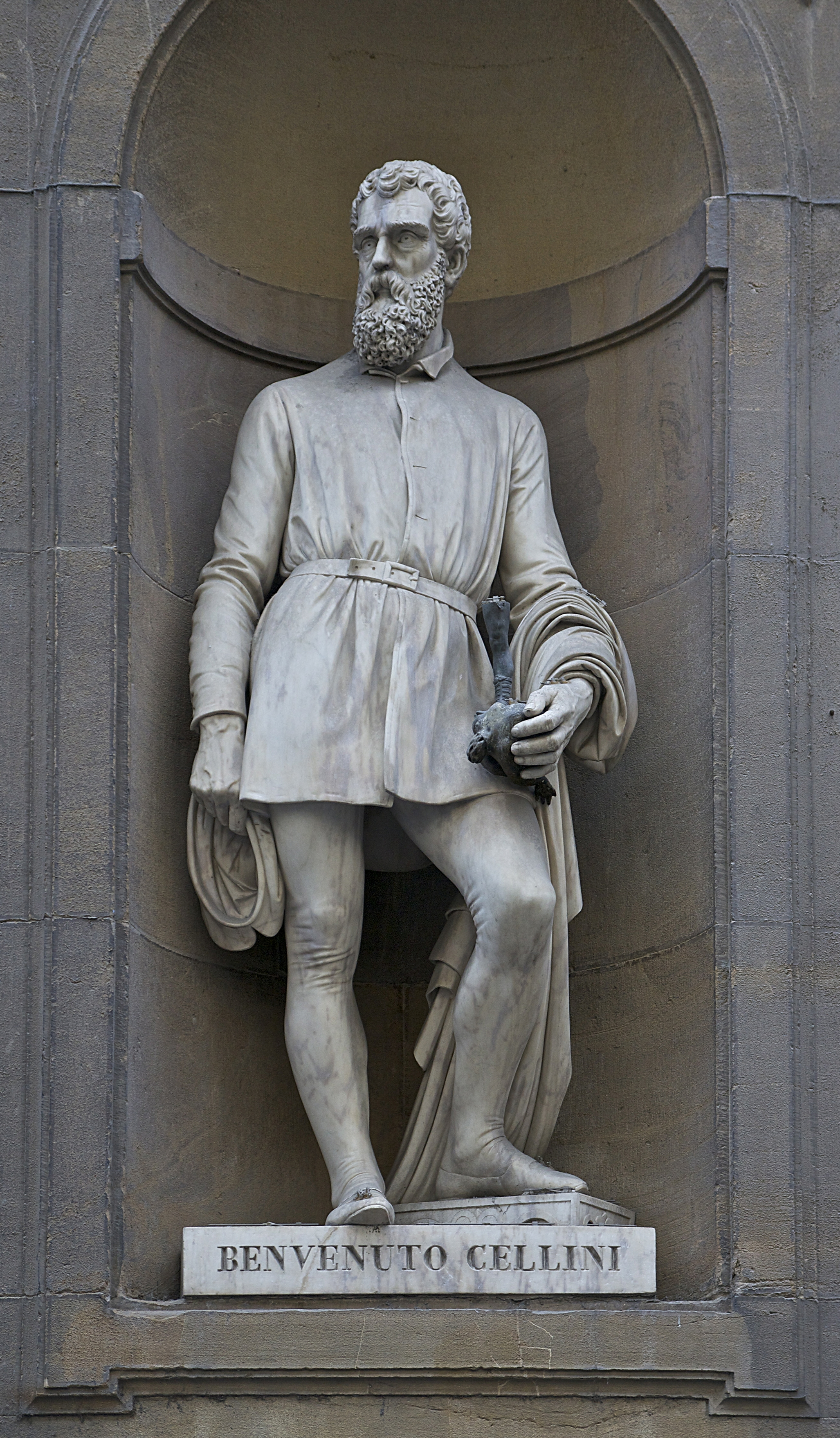
Estatua de Cellini, Piazzale degli Uffizi, Florencia

Tras un breve viaje a Francia, fue encarcelado en el Castillo Sant'Angelo por dos asesinatos, las calumnias de rivales envidiosos, el odio del sobrino del nuevo pontífice Paulo III, Pier Luigi Farnese, y la acusación sin fundamento del robo de joyas del papa durante el Saqueo. Cellini describió sus vivencias en prisión en tono místico. Logró sin embargo evadirse tras estar algún tiempo encerrado, y fue perdonado gracias a la intervención del cardenal Hipólito D'Este.
Entonces el rey Francisco I de Francia lo invitó a ir a París en 1540 y allí realizó el relieve en bronce de la Ninfa de Fontainebleau (Louvre, París). También creó para él un elaborado Salero de oro y esmalte (1539-1543; Kunsthistorisches Museum de Viena), una de sus obras maestras. El monarca le concedió una pensión anual y le mantuvo ocupado con diversos encargos, pero se vio obligado a marcharse debido a sus discusiones con la amante del rey, Madame d'Étampes, a las rivalidades con los artistas locales y a sus propias excentricidades, así que en 1545 regresó a Florencia.
Allí, bajo el mecenazgo de Cosme I de Médici, realizó numerosos trabajos en metal, entre ellos un busto en bronce de Cosme I (Museo Bargello, Florencia) y la colosal estatua, también en bronce, de Perseo (1545-1554; Loggia dei Lanzi, Florencia), considerada su mejor obra, en la que se muestran influencias de la escuela florentina, de Miguel Ángel y de Rafael, y cuya accidentada fundición cuenta en su Vida, pues estuvo a punto de agotarse el bronce y tuvieron que recurrir incluso a bandejas para poder tener suficiente. Poco después le intentaron envenenar, pese a lo cual logró sobrevivir tocado con molestos desórdenes digestivos. Diversas envidias de artistas rivales, las acusaciones de sodomía, prisiones y diversos problemas legales amargaron sus últimos años y contra todo ello escribió su Vida, como venganza moral contra sus detractores.

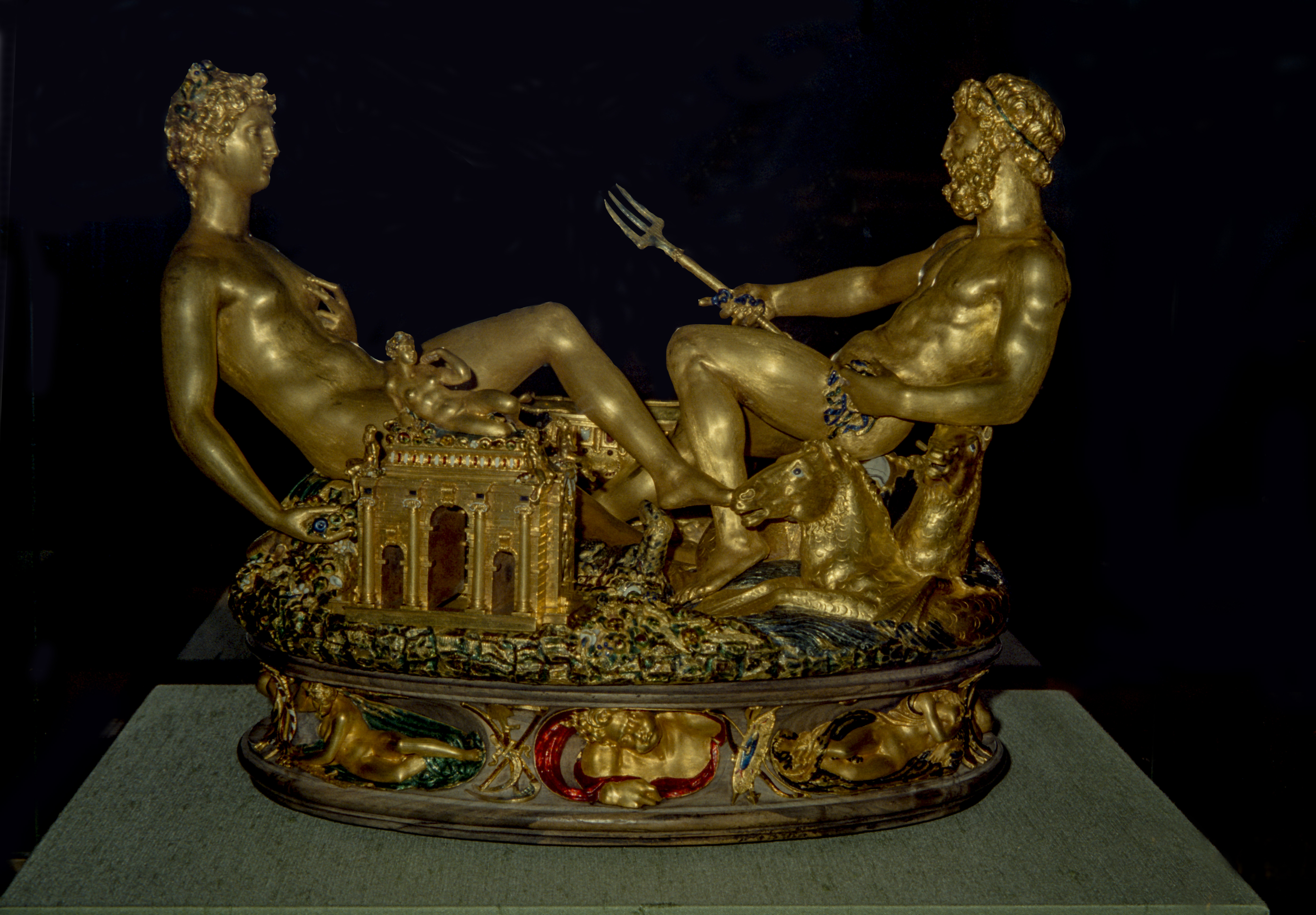
El famoso Salero de Francisco I de Francia (Kunsthistorisches Museum de Viena).

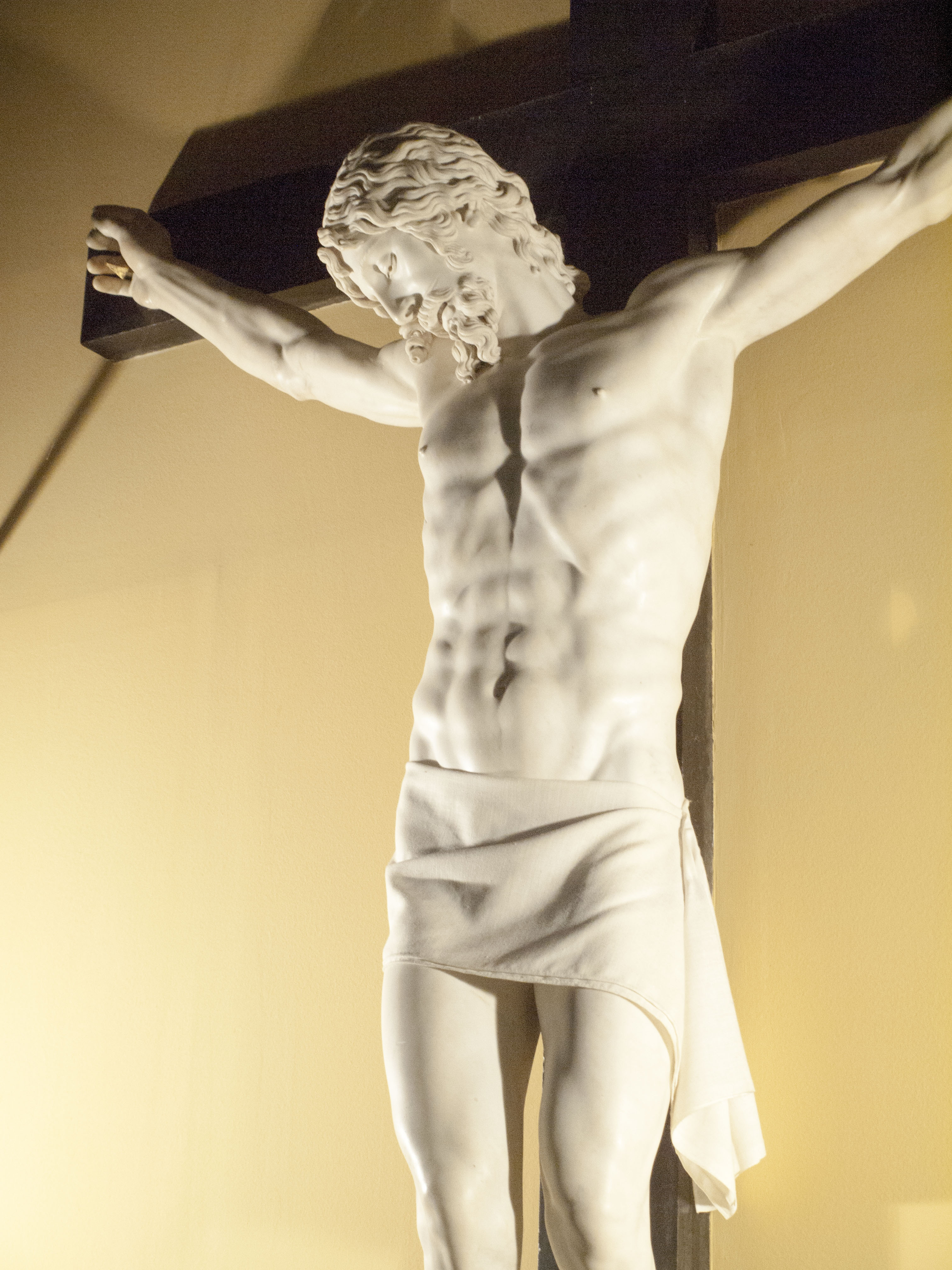
Crucifijo, Monasterio de El Escorial (los genitales aparecen cubiertos con una tela blanca).

En 1562, esculpió en mármol el crucifijo de El Escorial , que sería regalado por Francisco I de Médici al rey  Felipe II de España en 1576 y se conserva en el trascoro de la Basílica de El Escorial. De belleza natural, como un sabio del Renacimiento, Cristo aparece aquí con una serenidad sobrehumana; muere sin perder su belleza. Los cabellos y la barba impecables, tienen su explicación técnica en el dominio broncista del autor. «Es la cabeza más bella del Renacimiento italiano», se dice. Esta escultura expresa también la actitud poco convencional de Cellini, pues la esculpió como desnudo integral, y debido a razones de pudor se ha mostrado al público durante siglos cubierta con una tela blanca, que en las fotos en blanco y negro parecía un paño de pureza esculpido, propio de la obra.
Escribió su Vida entre 1538 y 1562, considerada por Oscar Wilde como «uno de los pocos libros que merecen la pena leerse», pero que solo se imprimió póstuma con el título de La Vita di Benvenuto di Maestro Giovanni Cellini fiorentino, scritta, per lui medesimo, in Firenze (Nápoles, 1728) y un Tratado de orfebrería y escultura. Estas memorias constituyen un más que ameno relato de sus huidas, aventuras e intrigas, así como un testimonio inigualable de lo que era el mecenazgo en la Italia del Renacimiento; son muy valiosas para conocer la vida política, social y eclesiástica del siglo XVI. Se mantuvieron inéditas hasta el siglo XVIII, y en 1945 fueron ilustradas por Dalí en una edición norteamericana. Su obra literaria se completa con cierto número de Rime compuestas en diversos momentos de su trayectoria vital.
Cellini ha sido considerado como un prototipo del hombre del Renacimiento y uno de los más conspicuos escultores del Manierismo tanto en mármol, en su desnudo Crucifijo de El Escorial, como sobre todo en bronce. El Perseo degollando a Medusa, fundido en 1554 a su retorno de Francia, es, no solo por la gallarda actitud del héroe, personificación del triunfo de Cosme I de Médici sobre sus oponentes republicanos, sino también por el elaborado pedestal marmóreo con arpías y máscaras entre las que se abren cuatro hornacinas con dinámicas y elegantísimas figuras alusivas al mito de Perseo, una de las cimas expresivas del Manierismo maduro, excelso en el relieve de La liberación de Andrómeda.

## Obras
- Perseo con la cabeza de Medusa (1545-1554), actualmente en la Plaza de la Señoría en Florencia.
- Apolo y Jacinto (1548), actualmente en el Museo Nacional de Bargello en Florencia.